# Cosma Praghese
Cosma Praghese (Praga, 1045 – Praga, 1125) è stato uno scrittore, presbitero e storico ceco, il più antico cronista boemo.

## Biografia
Nacque in una famiglia nobile, e studiò, tra gli anni 1075 e 1081, al Magister Franko di Liegi, oltre che nella celebre scuola di Vyšehrad.
Al suo ritorno in Boemia, abbracciò la carriera ecclesiastica e si sposò con Božetěcha, dalla quale ebbe un figlio. Nel 1086 Cosma ricevette l'incarico di canonico di Praga, ruolo che gli consentì di viaggiare attraverso l'Europa.

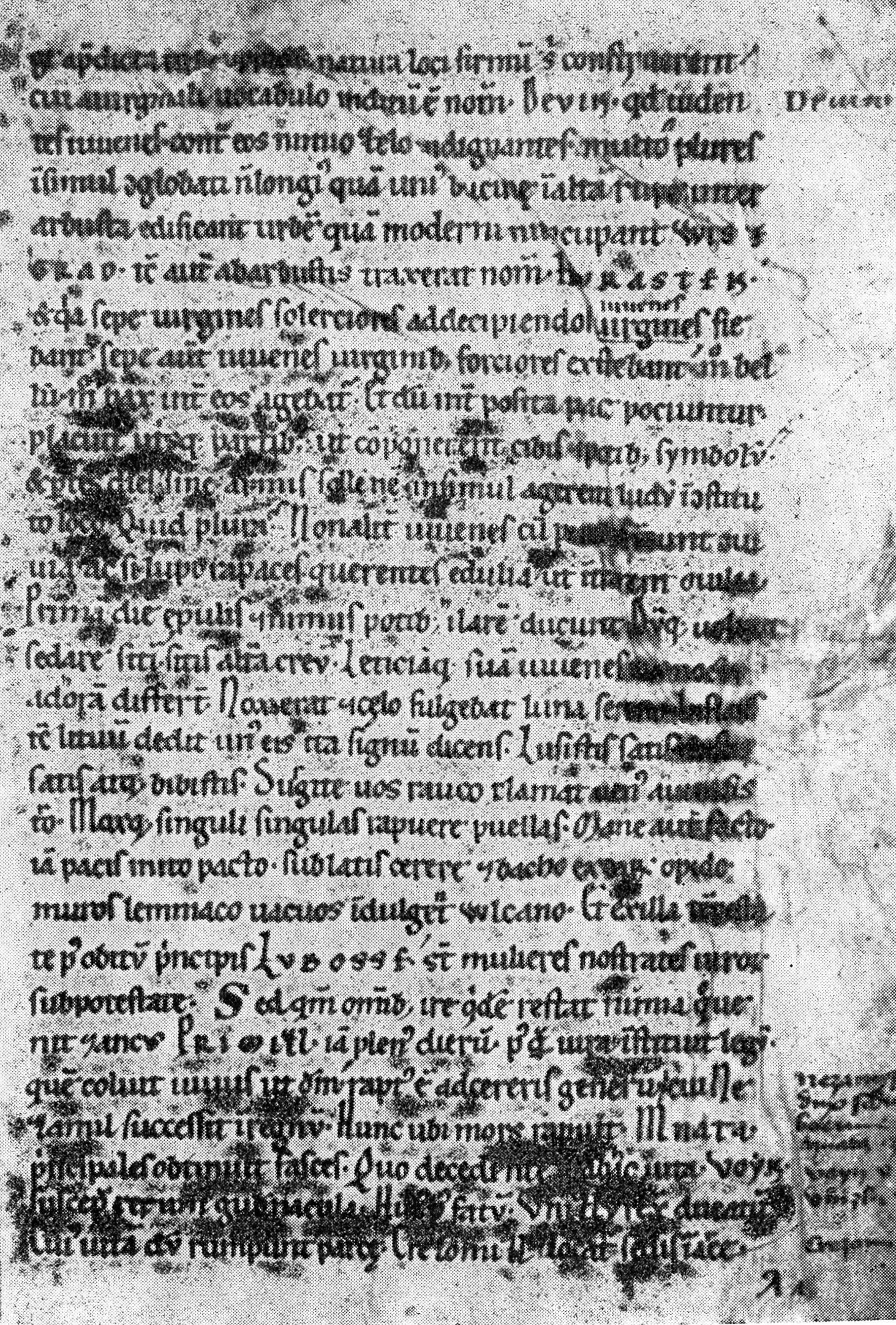
Chronica Bohemorum

Il suo capolavoro, scritto in lingua latina, si intitola Chronica Boëmorum, suddiviso in tre libri, nel quale l'autore descrive l'intera storia boema, dalle origini fino alla salita al trono di Soběslav. Con questa opera Cosma divenne il precursore della storiografia ceca.
L'opera si caratterizzò per la capacità di Cosma Praghese di determinare, tra la «favolosa narrazione degli anziani», quali siano le fonti dubbie e quelle fondate e sicure.
Il primo libro, completato nel 1119, inizia con la creazione mitica del mondo e con la fondazione della Boemia avvenuta intorno all'anno 600. La nascita della dinastia přemyslide, l'introduzione del Cristianesimo e le guerre sanguinarie svolte intorno all'anno 1000 completano il libro.
Il secondo libro tratta le vicende storiche dell'XI secolo, a partire dalla morte eroica del duca di Bratislavia, noto come l'"Achille di Boemia", mentre il terzo arriva a descrivere i fatti accaduti fino all'anno della morte dell'autore, ossia il 1125.
La prosa latina dell'opera risulta armoniosa e fluida, impreziosita dal riecheggiamento di Tito Livio, Sallustio, Virgilio, Lucano, Boezio, Terenzio, Orazio, Giovenale, tutti autori che Cosma Praghese conosceva bene.